# Riu Skeena
El riu Skeena és un riu que discorre per la Colúmbia Britànica i que suposa el segon riu més extens que flueix únicament per Canadà i un dels més llargs del món sense embassaments que aturin les seves aigües. Actua com a important artèria de transport fluvial a la zona, tot i que la seva era daurada va ser la dels vaixells de vapor.
El riu neix al Spatsizi Plateau Wilderness Provincial Park, concretament de la zona anomenada Sacred Headwaters a la vall entre els monts Gunanoot i la muntanya Thule; travessa les Muntanyes Costaneres (Coast Mountains) i desemboca a l'oceà Pacífic per l'entrada Dixon a l'estret Hecate, a prop de la població de Prince Rupert. Té nombrosos afluents, entre els quals destaquen el Sustut, el Babine, el Bulkley i el Zymoetz per la riba esquerra i el Kitwanga i el Kitsumkalum per la riba dreta. Té onze trams diferenciats: Ecstall, Gitnadoix, Kitsumkalum, Lakelse, Zymoetz, Kitwanga, Kispiox, Bear/Sustut, Babine, Bulkley/Morice i Upper Skeena. El seu cabal varia força per l'aigua provinent de la neu a les estacions de desgel (essent màxim entre abril i juny) i el seu curs dibuixa força meandres. El clima varia en funció de la zona, essent muntanyenc a la part alta i amb temperatures més elevades a prop de la desembocadura.
L'abundància de salmons que remunten el seu curs fa que tingui una gran importància per a la pesca, recreativa i comercial. Les cinc espècies de salmó del Pacífic es poden trobar a les seves aigües: Oncorhynchus tshawytscha (de vegades conegut com a salmó de boca negra=, Oncorhynchus kisutch (també conegut com com a salmó Calico), el salmó keta, el salmó rosat del Pacífic i el salmó vermell (és el segon riu del Canadà en abundància d'aquesta espècie, només pel darrere del riu Fraser). També hi abunda la truita arc de Sant Martí. Als parcs naturals que envolten hi viuen ossos, en especial el protegit ós de Kermode, així com caribús, llops i ants. La vegetació és abundant en tot el seu curs.
És la pàtria natal dels pobles tsimshian i gitxsan, entre altres pobles nadius. En la seva llengua el riu primerament es deia Ikshean, que segons el missioner William Henry Collison vol dir "que surt dels núvols". Un camí recorregut per mules i cavalls va servir per comunicar les comunitats del nord amb les del sud. L'aventurer d'origen basc Jean-Jacques Caux era un dels seus guies més experimentats durant el segle xix. En l'actualitat la via s'ha transformat en carretera en gran part del seu recorregut i està vorejada per les vies del tren.